# Баженово (Колосовский район)
Баженово — упразднённая деревня в Колосовском районе Омской области. Входила в состав Колосовского сельсовета. Исключена из учётных данных в 1974 г.

## География
Располагалось у озера Фелистово (в прошлом Баженово), в 3 км (по прямой) к юго-западу от села Колосовка.

## История
Основана в 1848 году. В 1928 году деревня Верхнее-Колосово состояла из 19 хозяйств. В административном отношении входила в состав Нижне-Колосовского сельсовета Нижне-Колосовского района Тарского округа Сибирского края. Исключена из учётных данных на основании райисполкома от 02.01.1974 года.

## Население
По переписи 1926 г. в деревне проживало 100 человек (47 мужчин и 53 женщины), основное население — русские.